# Sent German de las Belas
Sent German las Belas (en francès Saint-Germain-les-Belles) és un municipi francès situat al departament de l'Alta Viena i a la regió de la Nova Aquitània.

## Demografia
| 1962                                       | 1968  | 1975  | 1982  | 1990  | 1999  | 2007  |
| ------------------------------------------ | ----- | ----- | ----- | ----- | ----- | ----- |
| 1.422                                      | 1.524 | 1.425 | 1.255 | 1.079 | 1.112 | 1.144 |
| Des de 1962: població sense dobles comptes |       |       |       |       |       |       |

## Administració
| Període | Identitat       | Partit        |
| ------- | --------------- | ------------- |
| 2001-   | Marc Ditlecadet | Divers gauche |